# MSC Carla
MSC Carla var ett containerfartyg som byggdes  som M/S Nihon åt Svenska Ostasiatiska Kompaniet år 1972 
på Öresundsvarvet i Landskrona och fick Göteborg som hemmahamn. Hon var utrustad med en 12-cylindrig och två 10-cylindriga dieselmotorer från Götaverken och var ett av den tidens snabbaste lastfartyg.
År 1984 såldes hon till rederiet Transocean, som lät förlänga henne med cirka 14 meter framför kommandobryggan på Hyundai Mipo Dockyard i Ulsan i Sydkorea.
Efter flera ägarbyten såldes hon år 1993 till Brail Transport Corp i Bahamas, ett dotterbolag till A.P. Møller-Mærsk A/S, och fick namnet Ladby Maersk. I september 1995 såldes hon till  Rationis Enterprise Inc i Panama och döptes om till Ladby och i januari året efter till MSC Carla.
Under resa mellan Le Havre och   Boston med 3 000 containrar bröts fartyget itu i hårt väder utanför Azorerna den 24 november 1997. Besättningen räddades med helikopter och man försökte att bogsera de två delarna av fartyget till Las Palmas på Kanarieöarna, men förskeppet sjönk efter några dagar. Den 20 december samma år anlände akterskeppet till Las Palmas, där 587 containrar lossades, och bogserades därefter till Gijón i Spanien där det höggs upp året efter.
Undersökningar av akterskeppet efter olyckan avslöjade brister i konstruktionen i samband med förlängningen år 1984 och dåliga svetsningar. Varvet hävdade dock att orsaken till förliset var det hårda vädret och kaptenens val av rutt. En amerikansk domstol fällde varvet, men domen överklagades och ärendet hänvisades till en koreansk domstol, där det aldrig togs upp.